# Paul Jordan
Paul Jordan (Chicago, circa 1916 - Denver) was een Amerikaanse jazzpianist, arrangeur en componist. Hij werd vooral bekend door zijn samenwerking met de swing-bandleider Artie Shaw.

## Biografie
Jordan had rond 1941 in Chicago de kans Artie Shaw een paar van zijn composities voor te spelen. Shaw nam hem daarop aan om voor zijn orkest te componeren en arrangeren, vooral klassiek-geïnspireerde stukken. Hierdoor behoorde Jordan met Ray Conniff ("Needlenose“) en Margie Gibson tot de jongere arrangeurs die Shaw aannam om, naast de succesvolle dansmuziek, met speciaal voor het orkest geschreven muziek zijn idee van Symphonic Swing te realiseren. Tot Jordans werken voor Shaw behoorden "Carnival“, "Evensong“, "Suite No. 8“ en "Two in One Blues“.
In 1942/43 werkte Jordan als pianist en arrangeur bij Bob Chester. Na de oorlog was hij in de jazzscene van Chicago actief. In 1946 nam hij (o.a. met Bud Freeman, George Barnes en Mike Rubin) meerdere nummers voor het lokale platenlabel Gold Seal op. In 1949 werkte hij opnieuw bij Artie Shaw ("Carnival“). Begin 1950 begeleidde hij met een studiogroep onder zijn leiding zangeres Anita O’Day bij opnames ("Blues for Bojangles“). In de jazz was hij van 1941 tot 1956 betrokken bij 22 opnamesessies, de laatste sessies waren van Russell Procope (The Persuasive Sax of Russ Procope) en Cy Touff (Doorway to Dixie).
De pianist en arrangeur moet niet worden verward met de gelijknamige jazzviolist die halverwege de jaren 20 bij Sammy Stewart's Ten Knights of Syncopation speelde.